# NGC 7637
NGC 7637 is een spiraalvormig sterrenstelsel in het sterrenbeeld Octant. Het hemelobject werd op 17 oktober 1835 ontdekt door de Britse astronoom John Herschel.

## Synoniemen
- ESO 12-1
- AM 2322-821
- IRAS 23226-8211
- PGC 71440